# Садовий (Краснозерський район)
Садовий (рос. Садовый) — селище у Краснозерському районі Новосибірської області Російської Федерації. Адміністративний центр Садовського сільради.
Входить до складу муніципального утворення Садовська сільрада. Населення становить 662 особи (2010).

## Історія
Згідно із законом від 2 червня 2004 року органом місцевого самоврядування є Садовська сільрада.

## Населення
| 2002 | 2007 | 2010 |
| ---- | ---- | ---- |
| 769  | ↗860 | ↘662 |

## Інфраструктура
Площа 155 гектарів. У селищі функціонує один заклад охорони здоров'я і два заклади освіти.